# Хокак
Хокак (тадж. Хокак) — село в Хатлонской области Республики Таджикистан. 
Входит в состав джамоата (сельской общины) им. Худойназара Холматова Шахритусского района.
Находится на расстоянии 18 км от райцентра (пгт. Шахритус) и 18 км от центра джамоата (село Кахрамон).
Название села означает «грунтик». Прежнее название — участок Партсъезда.
Население — 3684 чел. (2017).